# Apple Advanced Typography
Pour les articles homonymes, voir AAT.
Apple Advanced Typography (AAT) est une technologie d’Apple de fonte numérique, principalement pour l’internationalisation et les fonctionnalités typographique avancées. Il succède à la technologie QuickDraw GX d’Apple des années 1990. C’est un ensemble d’extensions au format TrueType, similaire à la technologie OpenType développée par Microsoft et Adobe, la technologie Graphite de SIL International. Elle permet aussi de gérer des axes d’interpolation similaire à la technologie Multiple Master d’Adobe.